# Дом-2
«Дом-2» — российское реалити-шоу, выходящее на телеканале «Ю» с 19 апреля 2021 года. Ранее выходило на телеканале «ТНТ»: вечерние (основные) и ночные («Дом-2. После заката») выпуски — с 11 мая 2004 по 30 декабря 2020 года, дневные (позднее — утренние) выпуски Live/Lite — с 18 февраля 2008 по 20 октября 2009 года и с 20 октября 2010 по 31 декабря 2020 года.
Является продолжением ранее выходившего шоу «Дом» и самым продолжительным из ныне выходящих реалити-шоу в истории.

## История
Первое шоу «Дом» появилось на экране 1 июля 2003 года. Автором идеи был Валерий Комиссаров, музыку написал композитор Сергей Чекрыжов. Семейные пары строили дом, который в финале проекта был разыгран среди них посредством зрительского голосования. Ведущими первого сезона проекта были Николай Басков и Светлана Хоркина, прорабом — Алексей Куличков. Финал шоу состоялся 1 ноября 2003 года и провёл его Дмитрий Нагиев, победителями стали Рената и Алексей Пичкалёвы из Перми. От дома в Подмосковье семья отказалась и получила выигрыш деньгами.
11 мая 2004 года вышло продолжение телепроекта.
28 июля 2009 года Пресненский суд Москвы вынес постановление о запрете показа телепередачи в «детское время» — с 04:00 до 23:00. Телеканал ТНТ подавал апелляцию на это решение. 20 октября 2009 года Московский городской суд подтвердил запрет на трансляцию реалити-шоу «Дом-2» в дневное время.
С 21 октября 2009 года по 17 октября 2010 года выходили только вечерний и ночной выпуски, затем дневной выпуск был восстановлен.
В начале 2018 года Градостроительно-земельная комиссия Москвы в связи с планируемым строительством автомагистрали «Марьино — Саларьево» приняла решение о сносе съёмочной площадки проекта «Дом-2». Позднее стало известно, что проекту будет предоставлен новый участок. В августе 2019 года Департамент развития новых территорий Москвы выделил проекту участок, площадь которого превышала прежнюю на 60 %. Переезд съёмочной площадки завершился в апреле 2020 года, а 5—6 мая была демонтирована старая площадка. Автомагистраль была введена в эксплуатацию осенью 2020 года.
18 декабря 2020 года телеканал ТНТ официально объявил о закрытии проекта. В тот же день генеральный директор «Дом-2» Александр Расторгуев в интервью телеканалу «360°» сообщил, что само шоу не закрывается, а всего лишь прекращается его вещание на телеканале ТНТ. По словам главы «Газпром-медиа» Александра Жарова, программа теряла аудиторию и стала убыточной в последние два года существования. Шоу строилось на том, что в его финале будет разыгран главный приз — дом в Подмосковье, однако при закрытии телепередачи в 2020 году дом разыгран не был, и не объявлялось о судьбе проекта и о его главном призе. Всего на телеканале ТНТ было показано 6077 выпусков реалити-шоу.
2 апреля 2021 года было объявлено, что «Дом-2» возобновится на телеканале «Ю». Вести проект будут Ольга Бузова, Ксения Бородина, Ольга Орлова, Влад Кадони и Андрей Черкасов. Канал также планирует оставить звёздную команду участников реалити, к которой присоединятся и новые герои. Позже стало известно, что Ольга Бузова отказалась быть ведущей перезапуска реалити-шоу.
18 декабря 2023 года Ксения Бородина, работавшая в передаче с 2004 года, покинула проект, проработав на этом посту более 19 лет, дольше, чем любой другой ведущий.

## Ведущие
Ведущие реалити-шоу:
- Ольга Орлова (с 25 марта 2017 года);
- Андрей Черкасов (с 17 апреля 2017 года);
- Антон Беккужев (с января по декабрь 2020 года, с февраля 2024 года);
- Нелли Ермолаева (с 4 января 2023 года);
- Яна Фиткевич (с 10 июня 2024 года).

Бывшие ведущие реалити-шоу:
- Дмитрий Нагиев[21] (11 мая 2004 года)
- Ксения Собчак (с 11 мая 2004 по 6 июля 2012 года)[22];
- Ксения Бородина (с 11 мая 2004 по 18 декабря 2023 года);
- Ольга Бузова (с декабря 2008[23] по апрель 2021 года);
- Влад Кадони (с марта 2015 по декабрь 2022 года);
- Юлия Ефременкова (с апреля 2018 по декабрь 2020 года);
- Дава (с июня 2021 по июль 2023 года);
- Сергей и Дарья Пынзари (с июля 2021 по 2022 год).

## Формат и сезоны
Телепроект «Дом-2» задумывался как продолжение реалити-шоу «Дом», в котором вместо семейных пар участвовали бы одинокие молодые люди, строившие на шоу не только дом, но и любовь. Он был рассчитан на четыре месяца, как и первая часть реалити-шоу, и не имел высоких рейтингов, однако после бурного роста показателей спустя несколько недель после старта было решено его продлить, а в связи со стабильно высоким рейтингом и вовсе отменить ограничения по срокам и изменить формат.
Со временем формат игры приобрёл следующую чёткую структуру: по понедельникам двое новичков появляются в коттеджном посёлке, чтобы высказать свои симпатии участникам и попытаться создать пару с кем-нибудь из них; по вторникам коллектив «Дома-2» решает судьбу одного из вновь прибывших, навсегда удаляя второго претендента из шоу; по средам объявившие себя парами игроки участвуют в распределении отдельных апартаментов с двуспальной кроватью (при этом особое «шале любви» даёт иммунитет при голосовании в конце недели); по четвергам симпатии высказывают ещё раз, приглашая объект противоположного пола на интимное свидание (иногда даже за периметром съёмочной площадки); по пятницам на территории подмосковной усадьбы устраивают всем вечеринки; по субботам голосуют против одного из старожилов (случалось, что телестройку покидали и влюблённые дуэты); воскресенье — день отдыха и экскурсий. В ранние годы голосование на вылет из шоу проводилось по четвергам, днём прибытия двух новичков и выбора между ними была пятница, заселение в отдельные апартаменты («домики», позднее «дома») происходило в понедельник, а выбор симпатий проводился по средам.

### Сезоны
- Дом-2 — построй свою любовь

11 мая 2004 года вышел первый выпуск шоу. Ведущими первого выпуска были Ксения Собчак и Дмитрий Нагиев, прорабом телестройки выступила Ксения Бородина. 8 одиноких женщин и 7 одиноких мужчин вселились в фанерные вагончики, чтобы своими силами возвести дом-особняк, который и станет основной наградой участникам игры. В ходе первого сезона сформировались три пары: Степан Меньщиков и Алёна Водонаева, Ольга Бузова и Роман Третьяков, Ольга «Солнце» Николаева и Май Абрикосов (Роман Тертишный). Также участвовали Елена Беркова (покинувшая шоу из-за съёмок в порно), Евгений Абузяров, Станислав и Оскар Каримовы, Александр Нелидов, Мария Петровская.
- Зимовка

7 ноября 2004 года стартовала вторая часть телешоу под заголовком «Зимовка». Участники переселились из строительных вагончиков в тёплый дом, который к тому времени уже был построен. Организаторы скрасили жизнь участников ценными призами, которые выдавались каждый месяц. Первый приз (поездка в Венецию) досталась Ольге Бузовой, второй приз (автомобиль) получил Стас Каримов, третий приз (квартира у моря) досталась Александру Нелидову, 15 000 долларов получила Ольга «Солнце» Николаева, домашняя студия записи досталась Марии Петровской. Также сложилась четвёртая сильная пара — Александр Нелидов и Наталья Павлова. Среди участников запомнились Анастасия Дашко и Михаил Карасёв.
- Первая весна

10 марта 2005 года началась третья часть шоу «Первая весна». Был разыгран ежеквартальный приз 1 000 000 рублей, обладателями которого стали Степан Меньщиков и Алёна Водонаева. На проект пришёл Сэм Селезнёв, и появилась пятая пара: Сэм Селезнёв и Анастасия Дашко.
- Жара

С 1 июня 2005 года стартовала четвёртая часть шоу «Жара». Второй квартальный приз получили Роман Третьяков и Ольга Бузова. На проекте запомнились Давид Каландадзе, Мария Политова и Андрей Чуев. За ворота отправился Стас Каримов. Состоялась свадьба Александра Нелидова и Натальи Павловой.
- Это любовь!

1 сентября 2005 года началась 5 часть шоу «Это любовь!». Третий квартальный приз получили Ольга «Солнце» Николаева и Май Абрикосов. Сильные пары окончательно закрепились на проекте, и новичкам было уже практически невозможно остаться в шоу. Рустам Солнцев в свой первый приход попытался поднять революцию, но потерпел поражение и был вынужден покинуть шоу. На проект пришла Виктория Карасёва (Тори).
- Новая любовь

15 ноября 2005 года началась новая шестая часть под названием «Новая любовь». Три сильные пары (Ольга Бузова и Роман Третьяков, Алёна Водонаева и Степан Меньшиков, Ольга «Солнце» Николаева и Май Абрикосов переселились в отдельный дом, и им разрешили голосовать раз в месяц. Благодаря этому на шоу появились новые участники. Новичок Владимир Руцкий, который создал пару с Оксаной Захаревской, Андрей Александров, Руслан Проскуров (Рассел), Дима Москва, Антон Потапович, Ольга Моцак. Из трёх основных пар сохранился только союз Романа Третьякова и Ольги Бузовой.
- Осень = любовь

С 1 сентября 2006 года стартовала новая часть «Осень = любовь». На проекте образовались новые сильные пары: Май Абрикосов и Алёна Водонаева, Степан Меньщиков и Виктория Боня. Ольга Николаева и Дмитрий Шмаров выиграли поездку в Париж в конкурсе на самую умную пару.
- Про любовь

1 декабря 2006 года началась восьмая по счёту часть шоу. В канун Нового года ведущие выгнали из проекта Мая Абрикосова за хамское поведение. Вслед за ним за периметр отправились по очереди Антон Потапович, Виктория Боня и Алёна Водонаева. Роман Третьяков ушёл, но обещал вернуться. Ольга Бузова ждала его и до последнего отстаивала их отношения. Однако спустя полгода Роман заявил, что разлюбил Ольгу и на проект возвращаться не собирается. За периметром Третьяков нашёл новую женщину. Новые участники шоу: вернувшийся Рустам Солнцев, Александр Гобозов, Эрика Кишева, Сергей Адоевцев (Палыч), Надежда Ермакова, Наталья Варвина, Геннадий Джикия и Семён Фролов.
- Мечты сбываются

1 сентября 2007 года началась девятая часть, в котором Руслан Проскуров вернулся за Викторией Карасёвой. На проект пришли Андрей Черкасов и Елена Бушина.
- Город любви

С 1 ноября 2007 года началась следующая, самая продолжительная (до закрытия «Дома-2» на ТНТ в 2020 году) часть шоу. Появились городские квартиры, проживание в которых давало иммунитет на голосовании. В начале 2008 года Ольга Николаева выиграла квартиру и покинула проект. Со скандалом ушли Сэм Селезнёв и Анастасия Дашко. Ольга Бузова также покинула проект, но её уговорили вернуться в качестве ведущей, и с 24 декабря 2008 года Ольга вернулась в шоу. За ворота ушли Степан Меньщиков и Рустам Солнцев. В 2009 году появился первый ребёнок, рождённый в паре действующих участников проекта — сын Маргариты Агибаловой и Евгения Кузина Дмитрий. Впоследствии родились и воспитывались в периметре ещё несколько детей. Запущен конкурс «Человек года», ставший впоследствии главным ежегодным конкурсом шоу.
- Остров любви

Сезон выходил с 2014 по 2020 год. Съёмки проводились на Сейшелах.
- Новая любовь

19 апреля 2021 года 10 бывших (из них три пары) и 15 новых участников (8 девушек и 7 парней) заселились в знаменитый дом-особняк, дав старт очередному сезону телешоу.
- Новая жизнь

17 октября 2022 года стартовал новый сезон проекта. Сразу 14 новых участников пришли в периметр, чтобы найти любовь и стать родителями. Также, начиная с 2023 года, телевизионные выпуски выходят лишь в вечернем эфире. Последние утренние выпуски «Дом-2. Lite» и «Дом-2. День» вышли 30 декабря 2022 года.
- Любовь в большом Сити

10 июня 2024 года стартовал новый сезон проекта. Один раз в неделю двум участникам или участницам предоставляется возможность заселиться в лофт в Москва-Сити для того, чтобы за неделю успеть найти свою любовь в городе.
- Каникулы в Сочи

9 февраля 2025 года стартовал новый сезон проекта.

## Производители телешоу
С 2004 по 2010 год производством реалити-шоу занималось само ОАО «ТНТ-Телесеть». Производством реалити-шоу с 2010 (по информации Артура Джанибекяна, с 2009) по 2015 год занималась дочерняя компания «Газпром-Медиа» ООО «Комеди Клаб Продакшн». С начала 2015 года производством реалити-шоу занимается ООО «Солярис Промо Продакшн» Александра Карманова, но как сообщает «Коммерсантъ», компания производит «Дом-2» с марта 2014 года, до этого времени Comedy Club продолжал закупать программу у структур её основателя Валерия Комиссарова. В 2015 году выручка СПП составила 4,75 млрд руб, непосредственно на производстве «Дома-2» была заработана половина этой суммы. За год компания стала одной из крупнейших телепроизводственных студий в стране. В 2016—2020 годах производством реалити-шоу занималась компания «ТНТ-Продакшн» (аффилированное с «Солярис Промо Продакшн» юридическое лицо; сейчас называется «Медиа Продакшн»). Весной 2021 года ООО «Солярис Промо Продакшн» заключила договор с АО «ТВ Сервис» (телеканал «Ю») на производство шоу.

## Себестоимость проекта
Это высокорентабельный бизнес, считает Марина Уильямс, генеральный директор Endemol в Центральной и Восточной Европе (производителя аналогичного шоу Big Brother), поскольку основные инвестиции идут на оснащение помещения и гонорары приглашённым знаменитостям. Съёмка одного часа шоу по себестоимости может составлять 50—60 тысяч долларов.
Расследование о финансовой составляющей проекта в 2017 году выпустил журнал «РБК».

## Критика
Реалити-шоу воспринимается значительной частью публики, многими журналистами и писателями, экспертами и религиозными деятелями отрицательно и периодически становится объектом жёсткой критики. Некоторые не разделяют такую точку зрения. На шоу часто происходят конфликты между участниками, нередко перерастающие в драки, несмотря на запрет правилами и угрозу дисквалификации зачинщика. Высказывается мнение, что участников специально отбирают таким образом, чтобы на проекте случалось как можно больше конфликтов. Другие основания для критики — имитация «любви», игра на камеру и использование партнёра с целью задержаться на передаче. Шоу часто высмеивается в различных юмористических программах.
В мае 2005 года депутаты комиссии по здравоохранению и охране общественного здоровья Мосгордумы во главе с Людмилой Стебенковой подготовили обращение к генпрокурору РФ Владимиру Устинову, в котором потребовали закрыть телепроект «Дом-2: Построй свою любовь» на телеканале ТНТ и привлечь ведущую этой программы Ксению Собчак к уголовной ответственности за сутенёрство. Согласно тексту обращения, программа «в целом и систематически эксплуатирует интерес к сексу: в ней неоднократно демонстрировались сцены петтинга и акты мастурбации». В письме сказано, что «на основании ст. 37 Закона РФ „О СМИ“ такая телепрограмма может транслироваться только с 23 часов вечера до 4 часов ночи».. Ведущая Ксения Собчак ответила на это:
«Депутатов в России не любят и посмеиваются над ними, и чем больше они будут писать такие письма, тем больше их будут не любить. Они приняли на себя роль инквизиции и умудрились довести свой морализм до полного абсурда. Вместо того, чтобы решать реальные проблемы молодёжи — вопросы ипотечного кредитования, повышения стипендий и т. п., депутаты находят себе девочку для битья, в данном случае меня. Мы на „Доме-2“ занимаемся проблемами молодёжи больше, чем эти самые депутаты: адекватным людям совершенно очевидно, что телепроект учит людей любить и дружить».
В ответ на это телеканал ТНТ заявил о намерении привлечь депутатов к уголовной ответственности по статьям 129 УК РФ («клевета») и 306 УК РФ («заведомо ложный донос»).
Должностные лица канала ТНТ обвиняют истцов в попытке ограничения свободы слова, в 2007 году генеральный продюсер ТНТ Дмитрий Троицкий говорил журналистам «Российской газеты», что никакая критика реалити-шоу «Дом-2» не может остановить проект, и что проект был бы остановлен, если бы «Дом-2» не смотрели.